# Didier Plana
Pas d'image ? Cliquez ici

a Compétitions nationales et continentales officielles uniquement.

b Matchs officiels uniquement.
Dernière mise à jour le 16 février 2024.
Didier Plana, né le 21 août 1972 à Perpignan (Pyrénées-Orientales), est un ancien joueur de rugby à XV du Championnat de France de rugby à XV ayant évolué au poste de centre.
Il fait aujourd'hui partie de l'encadrement technique de l'USA Perpignan en tant qu’analyste vidéo, après y avoir évolué comme joueur.
Il est aussi professeur de sport au collège Marcel-Pagnol de Perpignan.

## Parcours
Il fait ses premiers pas au Stade Aimé-Giral en 1977. Par la suite il intègre l'équipe première, où il évolue au poste de trois-quarts centre. Plana dispute notamment la finale du Championnat de France 1998, en tant que titulaire au poste de centre, contre le Stade Français Paris. Les Catalans s'inclinent 34 à 7.
En 1998, il participe à une tournée avec l'équipe de France, sans pour autant obtenir de sélection.
Plana dispute 12 matchs de coupe d'Europe de rugby à XV en 1998-1999 et 2001-2002.
Ensuite il se reconvertit dans la préparation physique du groupe professionnel. Il est chargé du visionnage vidéo depuis l'année 2002.